# 百味人生 (台灣電視劇)
《百味人生》為三立電視已開鏡作品。製作人徐嘉森、龔翠萍及編劇林久瑜出席2025年6月5日參與文化部辦理的「台流來襲」聯合行銷活動。首映會在2025年8月19日辦理。

## 劇情
據演員陳珮騏所述，劇情故事與電影《血觀音》相似，且故事內容可能涉及道德倫理議題。

## 演員
三立電視自2025年7月23日起辦理複數場次的卡司發布會，藉卡司發布會確認出演的人員，7月23日有王樂妍、謝承均、星卉、王振復；30日有劉書宏、邱子芯、賴郁庭、李睿紳，其中劉書宏是第一次參與8點檔拍攝；8月13日有陳珮騏、岳虹、林萱瑜。其他在宣傳活動花邊新聞中確認出演的人員有黃少祺、周宜霈，後者因個人私人因素而有部分宣傳場次未能出席。

## 外部連結
- 三立台劇YouTube頻道 （页面存档备份，存于）
- 台娛百科上的百味人生